# Duilio (couraçado)
O Duilio foi um navio couraçado operado pela Marinha Real Italiana e a segunda e última embarcação da Classe Andrea Doria, depois do Andrea Doria. Sua construção começou em fevereiro de 1912 no Estaleiro Real de Castellammare di Stabia e foi lançado ao mar em abril do ano seguinte, sendo comissionado na frota italiana no início de maio de 1915. A embarcação entrou em serviço um ano após a Itália entrar na Primeira Guerra Mundial, porém ele e seu irmão nunca foram utilizados em operações ofensivas devido à adoção de estratégias navais extremamente cautelosas.
Depois da guerra, o Duilio se envolveu em operações no Mar Negro em 1919, na Albânia em 1920 e no Incidente de Corfu em 1923, também realizando viagens pelo Mar Mediterrâneo. O navio em seguida passou por um enorme processo de modernização e reconstrução no Cantieri del Tirreno em Gênova que durou três anos, entre 1937 e 1940. Dentre as diversas modificações realizadas, uma de suas torres de artilharia foi removida, seus canhões principais foram alargados de 305 para 320 milímetros, seu maquinário interno foi substituído e sua superestrutura reconstruída.
O couraçado participou de várias operações na Segunda Guerra Mundial na escolta de comboios para o Norte da África e tentativas de encontrar forças britânicas. Foi danificado por um ataque aéreo britânico em novembro de 1940 e passou cinco meses em reparo. Escassez de combustível fez a embarcação permanecer inativa de 1942 até a rendição italiana em setembro de 1943. Depois disso ficou internado sob supervisão Aliada. O Duilio permaneceu com a Marinha Militar depois da guerra até ir para a reserva em 1953 e tirado do serviço em 1956, sendo então desmontado.

## Características

### Originais

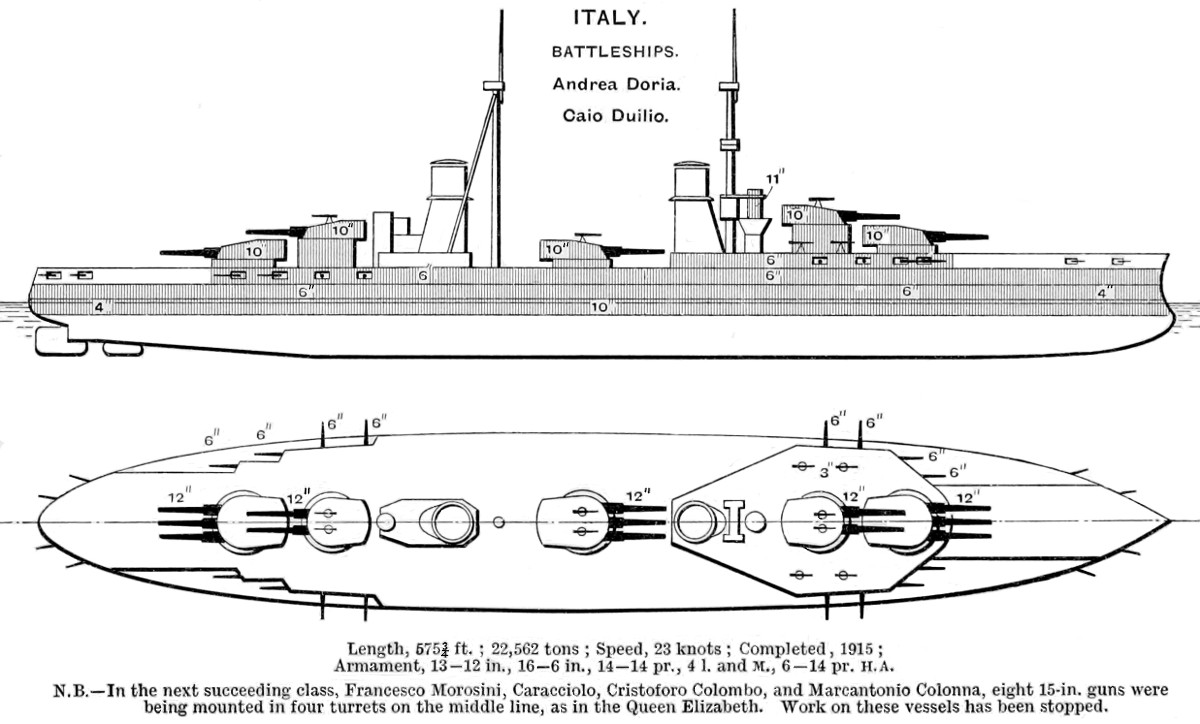
Desenho da Classe Andrea Doria como construída

O Duilio tinha originalmente 176 metros de comprimento de fora a fora, uma boca de 28 metros e um calado de 9,4 metros. O navio possuía um deslocamento 24 729 toneladas quando totalmente carregado com suprimentos de combate. Seu sistema de propulsão era composto por vinte caldeiras Yarrow, oito das quais queimavam óleo combustível e as restantes uma mistura de óleo e carvão, que impulsionavam três conjuntos de turbinas a vapor Parsons, que por sua vez giravam quatro hélices; duas turbinas giravam as hélices externas e uma girava as duas hélices internas. Esse maquinário era capaz de produzir por volta de trinta mil cavalos-vapor (22,1 mil quilowatts) de potência, o que era capaz de fazer o couraçado alcançar uma velocidade máxima de 21 nós (39 quilômetros por hora). Sua autonomia era de 4,8 mil milhas náuticas (8,9 mil quilômetros) a uma velocidade de dez nós (dezenove quilômetros por hora). A tripulação era composta por 35 oficiais e 1 998 marinheiros.
A bateria principal do Duilio consistia em treze canhões M1909 de 305 milímetros montados em cinco torres de artilharia: uma dupla sobreposta a uma tripla na proa, a mesma configuração na popa e uma tripla à meia-nau. Seus armamentos secundários tinham dezesseis canhões M1911 de 152 milímetros montados em casamatas nas laterais das torres de artilharia dianteira e traseira, dezenove canhões de 76 milímetros e três tubos de torpedo submersos de 450 milímetros. O cinturão de blindagem era feito de aço cimentado e tinha 254 milímetros de espessura, complementado por uma proteção horizontal na forma de um convés principal blindado com 98 milímetros de espessura. Tanto as torres de artilharia principais quanto a torre de comando possuíam uma proteção com 280 milímetros de espessura.

### Modificações
O Duilio foi reconstruído entre 1937 e 1940. Seu castelo de proa foi expandido até o mastro principal. A proa e a popa foram completamente reconstruídas, o que aumentou o comprimento de fora a fora para 186,9 metros e o deslocamento carregado para 29 345 toneladas. Seus maquinários foram substituídos por equipamentos mais eficientes, enquanto suas caldeiras foram trocadas por oito modelos a óleo combustível. A potência passou a ser 75 mil cavalos-vapor (55,2 mil quilowatts) para uma velocidade máxima de 26 nós (48 quilômetros por hora). A torre de artilharia de meia-nau foi removida e os canhões restantes alargados para 320 milímetros. A bateria secundária foi alterada; os canhões de 152 milímetros foram substituídos por doze canhões de 135 milímetros em quatro torres triplas. A bateria antiaérea passou a ter dez canhões de 90 milímetros, quinze canhões de 37 milímetros e dezesseis canhões de 20 milímetros. Posteriormente, durante a Segunda Guerra Mundial, outras quatro armas de 37 milímetros foram instaladas, enquanto dois dos canhões de 20 milímetros foram removidos. A tripulação aumentou para 35 oficiais e 1 450 marinheiros.

## História

### Primeira Guerra
O Duilio foi construído pelo Estaleiro Real de Castellammare di Stabia. Seu batimento de quilha aconteceu em 24 de fevereiro de 1912 e ele foi lançado ao mar em 24 de abril de 1913, sendo finalizado em 10 de maio de 1915. Foi nomeado em homenagem ao político e almirante romano Caio Duílio. O navio entrou em serviço algumas semanas antes da entrada da Itália na Primeira Guerra Mundial. O principal oponente do país era a Áustria-Hungria, cuja frota de batalha permaneceu em seus portos do outro lado do Mar Adriático durante toda a duração do conflito. O almirante Paolo Thaon di Revel, o Chefe do Estado-Maior Naval, acreditava que submarinos e lança-minas da Marinha Austro-Húngara conseguiam operar eficientemente no Adriático, com ele considerando essas ameaças aos seus grandes navios algo muito sério para utilizar sua frota principal. Em vez disso, Revel preferiu usar sua força de batalha para implementar um bloqueio na extremidade sul do Adriático, local considerado mais seguro, colocando embarcações menores, como barcos torpedeiros MAS, em ataques contra navios e instalações austro-húngaras. Os couraçados italianos, enquanto isso, foram preservados para confrontar a frota austro-húngara caso esta procurasse uma batalha decisiva. O Duilio assim participou de apenas quatro patrulhas e esteve operacional para um total de setenta horas.

### Entreguerras

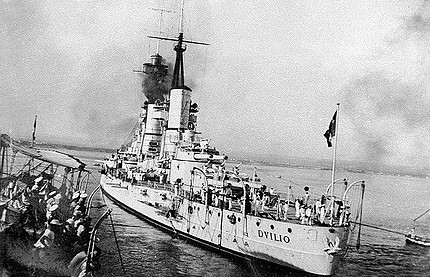
O Duilio na Somalilândia em 1935

O navio foi designado para a base naval de Tarento entre novembro de 1918 e abril de 1919. Ele foi enviado para Corfu, na Grécia, partindo em 10 de novembro de 1918 e retornando em 26 de janeiro de 1919. O Duilio foi para Esmirna, no Império Otomano, em 26 de abril de 1919 com o objetivo de ajudar na mediação de uma disputa sobre a área. Nesse período ele teve um confronto com o cruzador blindado grego Georgios Averof, porém a situação foi neutralizada quando tropas gregas ocuparam Esmirna em 15 de maio. A embarcação foi substituída pelo pré-dreadnought Roma em 6 de junho, o que permitiu que ela seguisse para Constantinopla.
O Duilio entrou no Mar Negro em 23 de junho com o objetivo de apoiar os Russos Brancos na Guerra Civil Russa, retornando em 13 de julho. Ele foi transferido para a Esquadra do Levante nesse período. O couraçado retornou para Esmirna depois de finalizar seus deveres no Mar Negro e permaneceu na cidade até 9 de setembro, quando foi substituído pelo couraçado Giulio Cesare. Voltou para Tarento em 12 de setembro e foi colocado na reserva. O Duilio retornou para o serviço ativo no ano seguinte e foi para a Albânia em 20 de junho a fim de apoiar o contingente do Exército Real Italiano ocupando o país, participando de sua retirada em 5 de setembro. Foi designado no ano seguinte para a Esquadra Dodecanesa e viajou pelo Mediterrâneo Oriental. Voltou para Constantinopla como parte de uma frota Aliada entre 27 de julho e 10 de novembro de 1921.
O Incidente de Corfu com a Grécia estourou em agosto de 1923 e a frota da Marinha Real, incluindo o Duilio, foi empregada para ocupar a ilha de Corfu em resposta ao assassinato de cinco italianos. A embarcação em seguida escoltou o couraçado Dante Alighieri em uma visita a Espanha depois da resolução pacífica do conflito. Uma explosão no depósito de munição ocorreu em 8 de abril de 1925 e destruiu o guindaste da terceira barbeta. A embarcação foi colocada na reserva até abril de 1928 enquanto passou por reparos em La Spezia. O navio passou por reformas em Tarento de 18 de março a 15 de junho de 1930. Voltou para a reserva entre 11 de agosto de 1932 e 11 de agosto de 1933, quando foi nomeado a capitânia do oficial comandante da frota de reserva. Foi para Gênova em 19 de março de 1937 a fim de passar por um enorme processo de modernização no Cantieri del Tirreno. Os trabalhos foram finalizados em 15 de julho de 1940, sendo recomissionado como parte da 5ª Divisão da 1ª Esquadra em Tarento.

### Segunda Guerra

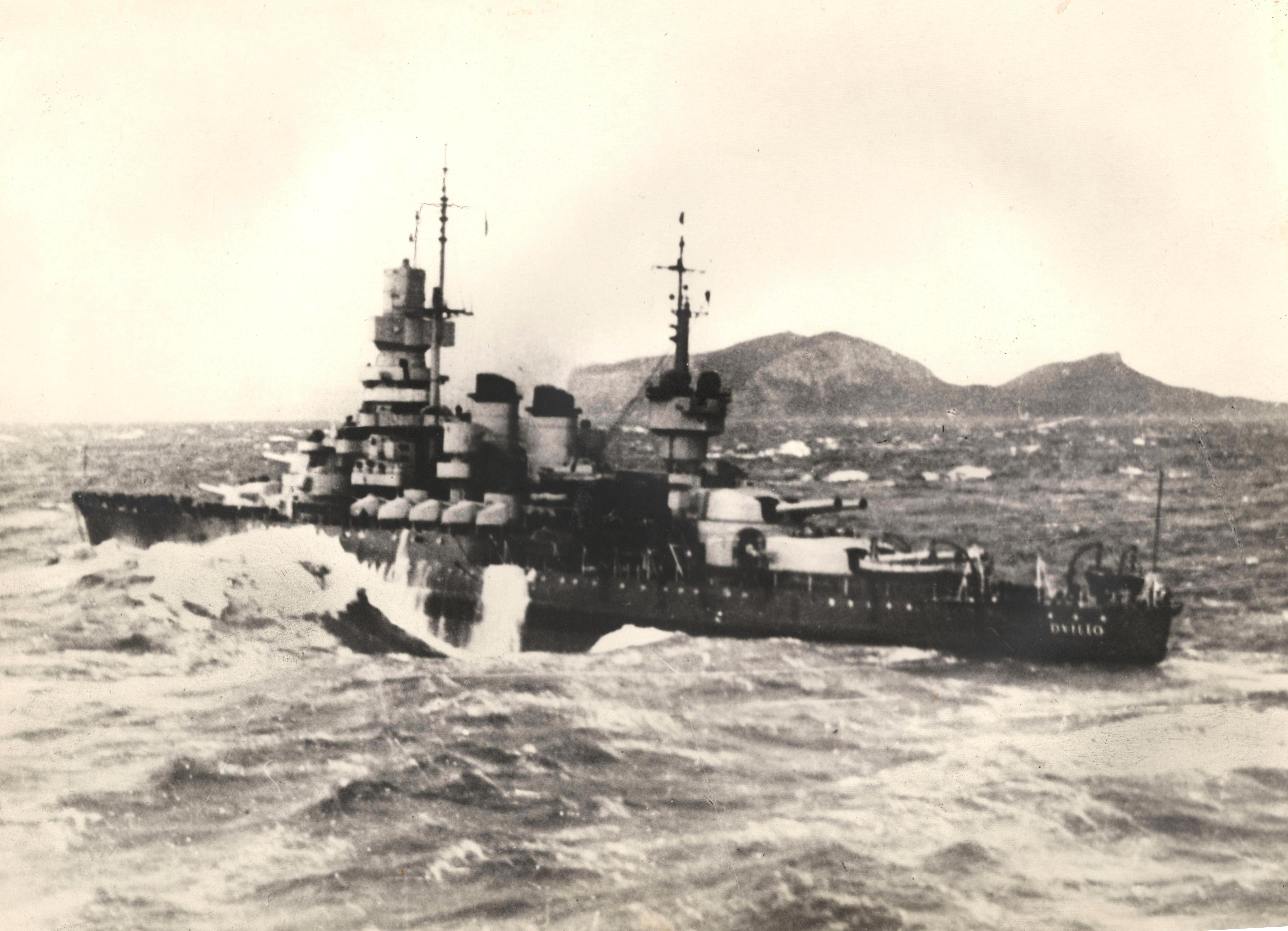
O Duilio na Segunda Guerra Mundial

A primeira patrulha do Duilio na Segunda Guerra Mundial ocorreu em 31 de agosto. Ele e o resto da frota foram interceptar um comboio britânico escoltado pelo couraçado HMS Valiant, que estavam seguindo para Alexandria. Reconhecimento aéreo insuficiente e mau tempo impediram que os italianos encontrassem os britânicos. Eles retornaram para Tarento no dia seguinte. O navio foi para o mar novamente em 7 de setembro com o objetivo de pegar a Força H britânica, mas a inteligência estava errada, pois a Força H estava na verdade a caminho de atacar Dacar. O Duilio voltou para Tarento e ficou no local até o início de novembro.
A Frota do Mediterrâneo britânica lançou um ataque aéreo contra o porto de Tarento na noite do dia 10 para 11 de novembro. Bombardeiros Fairey Swordfish do porta-aviões HMS Illustrious atacaram a frota italiana. O Duilio foi acertado uma vez, o Littorio três vezes e o Conte di Cavour uma. O acerto no Duilio foi a estibordo, criando um buraco de onze por sete metros no casco e inundando os depósitos de munição da bateria principal dianteira. Um cargueiro e várias embarcações menores conseguiram empurrar o couraçado para águas mais rasas a fim de impedir que afundasse. Reparos temporários foram realizados e o navio foi reflutuado em janeiro de 1941, sendo enviado para Gênova para reparos, que começaram em 26 de janeiro.
A Força H deixou sua função normal de escolta de comboios pelo Mediterrâneo no início de fevereiro com o objetivo de atacar Gênova, ao mesmo tempo que o Duilio estava na doca para os reparos. As embarcações britânicas dispararam mais de mil projéteis no porto da cidade, com aeronaves do porta-aviões HMS Ark Royal jogando bombas magnéticas no local. Cinco navios italianos foram afundados, porém o Duilio não foi atingido no ataque. A bateria antiaérea do couraçado disparou aproximadamente oito mil projéteis contra aviões britânicos. Os trabalhos de concerto foram terminados em maio e a embarcação voltou para a 1ª Esquadra em Tarento no dia 16.

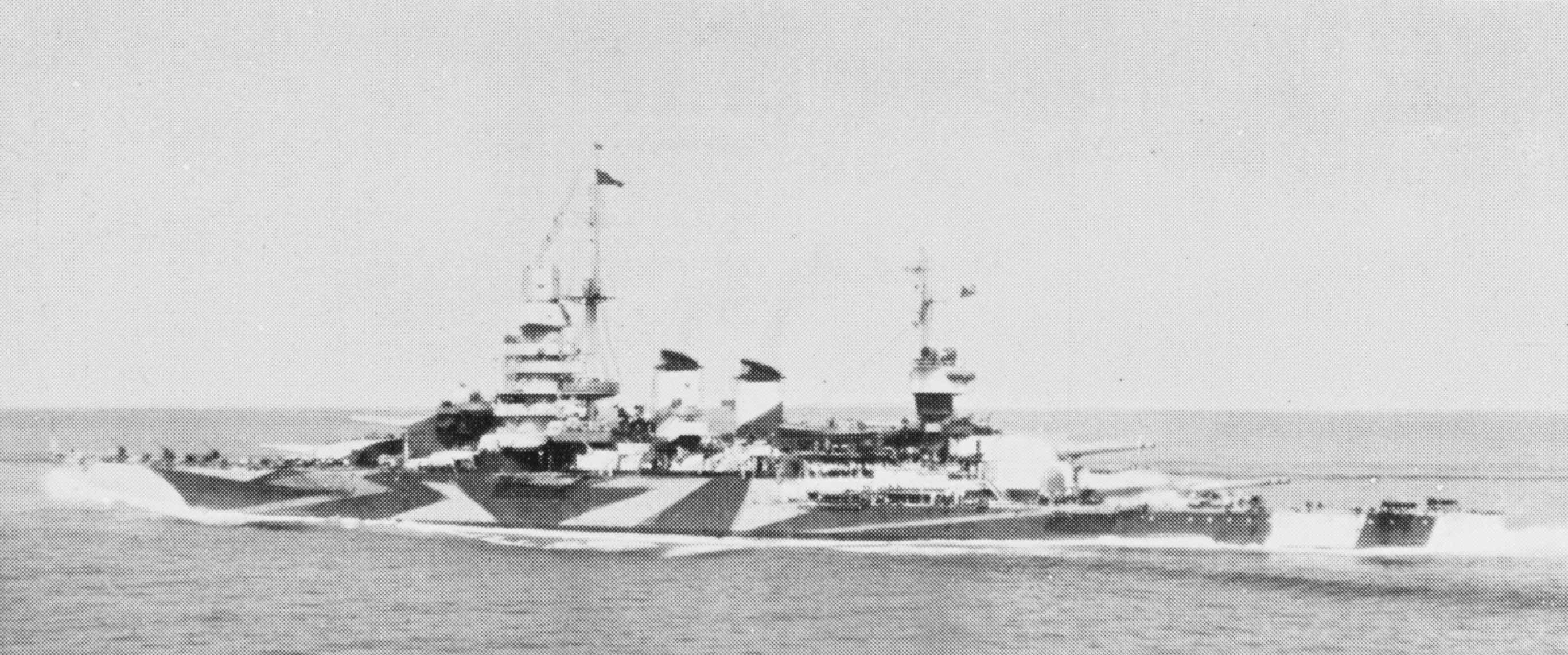
O Duilio na rendição italiana em 1943

O Duilio foi nomeado a capitânia da frota e partiu em 29 de novembro a fim de escoltar um comboio italiano para o Norte da África, tendo a companhia do cruzador rápido Giuseppe Garibaldi e seis contratorpedeiros. Outra ação similar ocorreu em 13 de dezembro, porém a frota italiana foi forçada a recuar depois do couraçado Vittorio Veneto ter sido torpedeado por um submarino britânico. O Duilio voltou para o porto no dia seguinte e partiu na escolta de mais um comboio no dia 16. Ele ficou estacionado em Messina com três cruzadores e quatro contratorpedeiros. O comboio foi atacado por forças britânicas, o que resultou na Primeira Batalha de Sirte, porém o Duilio e suas companhias estavam muito longe para entrarem em combate. O navio retornou para Tarento em 19 de dezembro. Outra escolta de comboio ocorreu entre 3 e 6 de janeiro de 1942, chegando em Trípoli sem incidentes. Outra escolta de comboio se seguiu de 22 a 25 de janeiro, com quatro dos cinco navios de transporte chegando em Trípoli.
A operação seguinte foi uma surtida contra um comboio britânico rumando de Alexandria para Malta em fevereiro. Os italianos deixaram Tarento no dia 14, porém não conseguiram localizar os britânicos e voltaram para o porto. Entretanto, a mera presença da força italiana forçou a escolta britânica a deliberadamente afundar o transporte HMT Rowallan Castle, que tinha sido desabilitado por aeronaves alemãs. O Duilio escoltou um comboio de Messina para Corfu no dia 21 do mesmo mês. A Marinha Real nesse momento começou a sofrer de uma séria escassez de combustível, o que reduziu as operações. A situação ficou tão ruim que o couraçado foi colocado na reserva e teve seu combustível restante drenado com o objetivo de manter as embarcações de escolta operacionais. A Itália se rendeu em 3 de setembro de 1943 e o Duilio foi internado sob supervisão Aliada junto com o restante da frota. Ele recebeu permissão para retornar à Itália em junho de 1944, permanecendo o resto da guerra em Tarento, Siracusa e Augusta.

### Pós-guerra
O Duilio continuou servindo com a Marinha Militar. Foi nomeado a capitânia da frota de 1º de maio de 1947 até 10 de novembro de 1949. O navio foi tirado do serviço ativo em 1953 e transferido para La Spezia, onde permaneceu até ser removido do registro naval em 15 de setembro de 1956. Foi vendido para desmontagem no ano seguinte.